# Secamone drepanoloba
Secamone drepanoloba är en oleanderväxtart som beskrevs av J. Klackenberg. Secamone drepanoloba ingår i släktet Secamone och familjen oleanderväxter. Inga underarter finns listade i Catalogue of Life.